# Я хочу твоей любви
«Я хочу твоей любви» (англ. I Want Your Love) — фильм 2012 года, совместный проект гей-порностудии «NakedSword» и независимого режиссёра Трэвиса Мэтьюза. У картины есть короткометражный предшественник с тем же сюжетом, снятый этим же режиссёром в 2010 году.

## Сюжет
Молодой гей по имени Джесси собирается покинуть Калифорнию, чтобы попытаться начать жизнь с начала в своём родном Огайо. Последние часы перед отъездом молодой человек проводит в кругу своих друзей, соседей и бывших возлюбленных. Горькое чувство расставания с городом, где Джесси прожил десять лет, творческие планы и амбиции, которые не имеют никакого отношения к жестокой реальности и необходимости зарабатывать на жизнь.

## В ролях
- Джесси Мецгер — Джесси
- Феррин Солано — Феррин
- Райан Краудер — человек на вечеринке
- Уэйн Бамб — Уэйн

## Интересные факты
Из-за наличия в фильме откровенных сцен гей-секса Австралийская аттестационная комиссия запретила его демонстрацию в рамках Сиднейского Марди Гра фестиваля. В 2013 году актёр Джеймс Франко выступил в защиту фильма, назвав запрет показа картины «лицемерным». Франко отметил, что если бы фильм содержал аналогичные сцены секса с участием мужчины и женщины, то скорее всего с цензурой бы не было никаких проблем.